# Pro Patria et Libertate Sezione Calcio 1976-1977
Questa voce raccoglie le informazioni riguardanti la Pro Patria et Libertate Sezione Calcio nelle competizioni ufficiali della stagione 1976-1977.

## Stagione
Piccola rivoluzione a Busto Arsizio, diventano bustocchi gli attaccanti Francesco Pietropaolo dal Borgosesisa e Roberto Nicolini dalla Soresinese, l'interno Roberto Caremi dal Messina, l'ala Giancarlo Aliverti dal Casale ed il libero Gioacchino Vallacchi dal Legnano. Sulla panchina per la quarta stagione il confermato Adelio Crespi. 
L'avvio di stagione è stentato, viene assunto nelle vesti di direttore sportivo Alberto Ballarin, il quale esonera il tecnico sostituendolo con Humberto Rosa, cede alla Salernitana Roberto Caremi e porta a Busto Giorgio Skoglund, figlio di Nacka Skoglund stella interesta degli anni Cinquanta. Il cammino della Pro Patria non migliora, a farne le spese ancora una volta il tecnico, Alberto Ballarin gestisce in proprio la squadra, aiutato da Urano Navarrini, fino al termine della stagione.
I Tigrotti raccolgono 36 punti, e raggiungono la salvezza certa, solo con la vittoria di Chioggia sulla già retrocessa Clodia (0-1) all'ultima giornata di campionato. Il torneo è stato vinto dalla Cremonese con 55 punti, che ritrova dopo 26 anni la Serie B, al secondo posto l'Udinese con 51 punti. Retrocedono in Serie D l'Albese, il Clodia ed il Venezia.
Prima del campionato la Pro Patria disputa il 4º girone della Coppa Italia di Serie C, con 6 punti pur giungendo in testa al girone, perde il passaggio ai turni ad eliminazione, per differenza reti nei confronti della Pro Sesto.

## Rosa
| N. |                   | Ruolo | Calciatore            |
| -- | ----------------- | ----- | --------------------- |
|    | Italia (bandiera) | A     | Giancarlo Aliverti    |
|    | Italia (bandiera) | D     | Francesco Bartezzaghi |
|    | Italia (bandiera) | D     | Ermanno Berra         |
|    | Italia (bandiera) | P     | Luigi Bonetti         |
|    | Italia (bandiera) | C     | Arturo Bosani         |
|    | Italia (bandiera) | A     | Busatti               |
|    | Italia (bandiera) | C     | Roberto Caremi        |
|    | Italia (bandiera) | C     | Daniele Carniti       |
|    | Italia (bandiera) | P     | Achille Fellini       |
|    | Italia (bandiera) | A     | Carlo Foglia          |
|    | Italia (bandiera) | C     | Emanuele Fortunato    |
|    | Italia (bandiera) | A     | Paolo Frara           |

| N. |                   | Ruolo | Calciatore            |
| -- | ----------------- | ----- | --------------------- |
|    | Italia (bandiera) | D     | Ettore Frigerio       |
|    | Italia (bandiera) | C     | Franco Gori           |
|    | Italia (bandiera) | C     | Nicola Lupone         |
|    | Italia (bandiera) | D     | Giacomo Mela          |
|    | Italia (bandiera) | C     | Silvano Moroni        |
|    | Italia (bandiera) | C     | Urano Navarrini       |
|    | Italia (bandiera) | A     | Roberto Nicolini      |
|    | Italia (bandiera) | A     | Francesco Pietropaolo |
|    | Italia (bandiera) | C     | Emilio Pusiol         |
|    | Italia (bandiera) | C     | Giorgio Skoglund      |
|    | Italia (bandiera) | D     | Emilio Trabalza       |
|    | Italia (bandiera) | D     | Gioacchino Vallacchi  |

## Risultati

### Serie C girone A

#### Girone di andata
| Busto Arsizio 12 settembre 1976 1ª giornata | Pro Patria      | 0 – 0 | Biellese | Stadio Comunale\| Arbitro: \| Vago (Chiavari) \| |
| Arbitro:                                    | Vago (Chiavari) |       |          |                                                  |

| Arbitro: | Foschi (Forlì) |

|  |           |                |
|  | Marcatori | 57’ Pellegrini |

| Arbitro: | Lombardo (Marsala) |

|          |           |                 |
| Iori 15’ | Marcatori | 75’ R. Nicolini |

| Arbitro: | Savalli (Trapani) |

|            |           |  |
| Bosani 66’ | Marcatori |  |

| Arbitro: | Castaldi (Vasto) |

|               |           |  |
| Mongitore 26’ | Marcatori |  |

| Arbitro: | Colasanti (Roma) |

|                 |           |                         |
| R. Nicolini 22’ | Marcatori | 76’ Bonafè 81’ Gottardo |

| Padova 24 ottobre 1976 7ª giornata | Padova            | 0 – 0 | Pro Patria | Stadio Silvio Appiani\| Arbitro: \| Pirandola (Lecce) \| |
| Arbitro:                           | Pirandola (Lecce) |       |            |                                                          |

| Arbitro: | Sancini (Bologna) |

|            |           |             |
| Bosani 53’ | Marcatori | 78’ Zandegù |

| Arbitro: | Vitali (Bologna) |

|                            |           |  |
| Marullo 30’, 38’, 82’, 87’ | Marcatori |  |

| Busto Arsizio 14 novembre 1976 10ª giornata | Pro Patria         | 0 – 0 | Albese | Stadio Comunale\| Arbitro: \| Lombardo (Marsala) \| |
| Arbitro:                                    | Lombardo (Marsala) |       |        |                                                     |

| Arbitro: | Faccenda (Salerno) |

|                      |           |  |
| G. Perego 30’ (rig.) | Marcatori |  |

| Arbitro: | Materassi (Firenze) |

|                |           |                                   |
| R. Nicolini 8’ | Marcatori | 25’, 89’ M. Nicolini 58’ Chigioni |

| Arbitro: | Esposito (Torre Annunziata) |

|                        |           |  |
| Ballabio 23’ Canzi 33’ | Marcatori |  |

| Arbitro: | Morganti (Ascoli Piceno) |

|             |           |        |
| Frigerio 3’ | Marcatori | 6’ Dri |

| Arbitro: | Vinci (Messina) |

|          |           |                               |
| Enzo 12’ | Marcatori | 17’ R. Nicolini 26’ Fortunato |

| Casale Monferrato 2 gennaio 1977 16ª giornata | Juniorcasale       | 0 – 0 | Pro Patria | Stadio Natale Palli\| Arbitro: \| Madonna (Ercolano) \| |
| Arbitro:                                      | Madonna (Ercolano) |       |            |                                                         |

| Arbitro: | Pieroni (Fabriano) |

|                          |           |  |
| Navarrini 38’ Foglia 43’ | Marcatori |  |

| Arbitro: | Pirandola (Lecce) |

|                                             |           |  |
| Marchini 34’ Zambianchi 52’ De Bernardi 73’ | Marcatori |  |

| Arbitro: | Savalli (Trapani) |

|            |           |  |
| Bosani 59’ | Marcatori |  |

#### Girone di ritorno
| Arbitro: | Esposito (Torre Annunziata) |

|             |           |               |
| Fossati 58’ | Marcatori | 51’ Fortunato |

| Arbitro: | Esposito (Torre Annunziata) |

|                                    |           |                    |
| Belotti 44’ (rig.), 57’ Basili 63’ | Marcatori | 60’ (aut.) Belotti |

| Arbitro: | Lauretano (Roma) |

|                       |           |                                 |
| Bosani 55’ Foglia 90’ | Marcatori | 59’ Cavagnetto 72’ (aut.) Berra |

| Arbitro: | Morganti (Ascoli Piceno) |

|                              |           |                               |
| Ghiozzi 24’ Togni 70’ (rig.) | Marcatori | 16’ Fortunato 27’ R. Nicolini |

| Arbitro: | Prato (Lecce) |

|               |           |  |
| Fortunato 40’ | Marcatori |  |

| Arbitro: | Tani (Livorno) |

|  |           |                 |
|  | Marcatori | 13’ G. Skoglund |

| Arbitro: | Migliore (Salerno) |

|                |           |               |
| G. Skoglund 8’ | Marcatori | 74’ Nicoletto |

| Arbitro: | Marino (Genova) |

|                 |           |  |
| Filacchione 62’ | Marcatori |  |

| Arbitro: | Adamu (Cagliari) |

|                       |           |                                      |
| Foglia 36’ Bosani 44’ | Marcatori | 12’ (aut.) Vallacchi 15’ E. Frigerio |

| Arbitro: | Faccenda (Salerno) |

|                     |           |            |
| Pavoni 73’ Soro 77’ | Marcatori | 32’ Bosani |

| Arbitro: | Redini (Pisa) |

|  |           |            |
|  | Marcatori | 80’ Scaini |

| Arbitro: | Sancini (Bologna) |

|  |           |                 |
|  | Marcatori | 12’ G. Skoglund |

| Arbitro: | Pieroni (Fabriano) |

|                                    |           |  |
| G. Skoglund 32’ (rig.) Busatti 41’ | Marcatori |  |

| Arbitro: | Tubertini (Bologna) |

|                   |           |                      |
| Dri 8’ Zanini 40’ | Marcatori | 12’ (aut.) Lucchetta |

| Arbitro: | Lombardo (Marsala) |

|                                                  |           |               |
| Aliverti 7’ Fortunato 36’ G. Skoglund 86’ (rig.) | Marcatori | 14’ N. Scarpa |

| Arbitro: | Armienti (Bologna) |

|                              |           |                |
| Pietropaolo 14’ Aliverti 39’ | Marcatori | 16’ G.B. Motta |

| Arbitro: | Madonna (Ercolano) |

|  |           |            |
|  | Marcatori | 47’ Foglia |

| Arbitro: | Lanzetti (Viterbo) |

|  |           |                |
|  | Marcatori | 20’ Rombolotto |

| Arbitro: | Esposito (Torre Annunziata) |

|  |           |                |
|  | Marcatori | 6’ Pietropaolo |

### Coppa Italia Semipro

#### 4º Girone
| Arbitro: | Sarti (Modena) |

|                            |           |  |
| Bosani 47’ R. Nicolini 60’ | Marcatori |  |

| 25 agosto 1976 2ª giornata |  | – Turno di riposo PRO PATRIA |  |  |

| Arbitro: | Viterbo (Ivrea) |

|                         |           |                                           |
| Delbò 38’ Cattalani 40’ | Marcatori | 31’ Mela 35’ (aut.) Galli 72’ Pietropaolo |

| Arbitro: | Podavini (Brescia) |

|  |           |                 |
|  | Marcatori | 83’ Pietropaolo |

| 5 settembre 1976 5ª giornata |  | – Turno di riposo PRO PATRIA |  |  |

| Arbitro: | Stringaro (Udine) |

|            |           |                            |
| Foglia 55’ | Marcatori | 59’ Corti 67’ Lamia Caputo |

Classifica finale del 4º gruppo di qualificazione: Pro Sesto e Pro Patria punti 6, Legnano punti 0. Differenza reti: Pro Sesto +5, Pro Patria +3.